# Cousances-lès-Triconville
 Cousances-lès-Triconville  là một xã thuộc tỉnh Meuse trong vùng Grand Est đông nam nước Pháp. Xã này nằm ở khu vực có độ cao trung bình 309 mét trên mực nước biển.